# Шипилова Наталія Борисівна
Наталія Борисівна Шипилова  (рос. Наталья Борисовна Шипилова, 31 грудня 1979) — російська гандболістка, олімпійська медалістка.

## Виступи на Олімпіадах
| Олімпіада  | Дисципліна | Місце |
| ---------- | ---------- | ----- |
| Пекін 2008 | гандбол    | 2     |